# 山城区
山城区（さんじょう-く）は中華人民共和国河南省鶴壁市に位置する市轄区。

## 行政区画
- 街道:紅旗街道、長風中路街道、山城路街道、湯河橋街道、鹿楼街道、宝山街道、大胡街道
- 鎮:石林鎮